# Mariemma

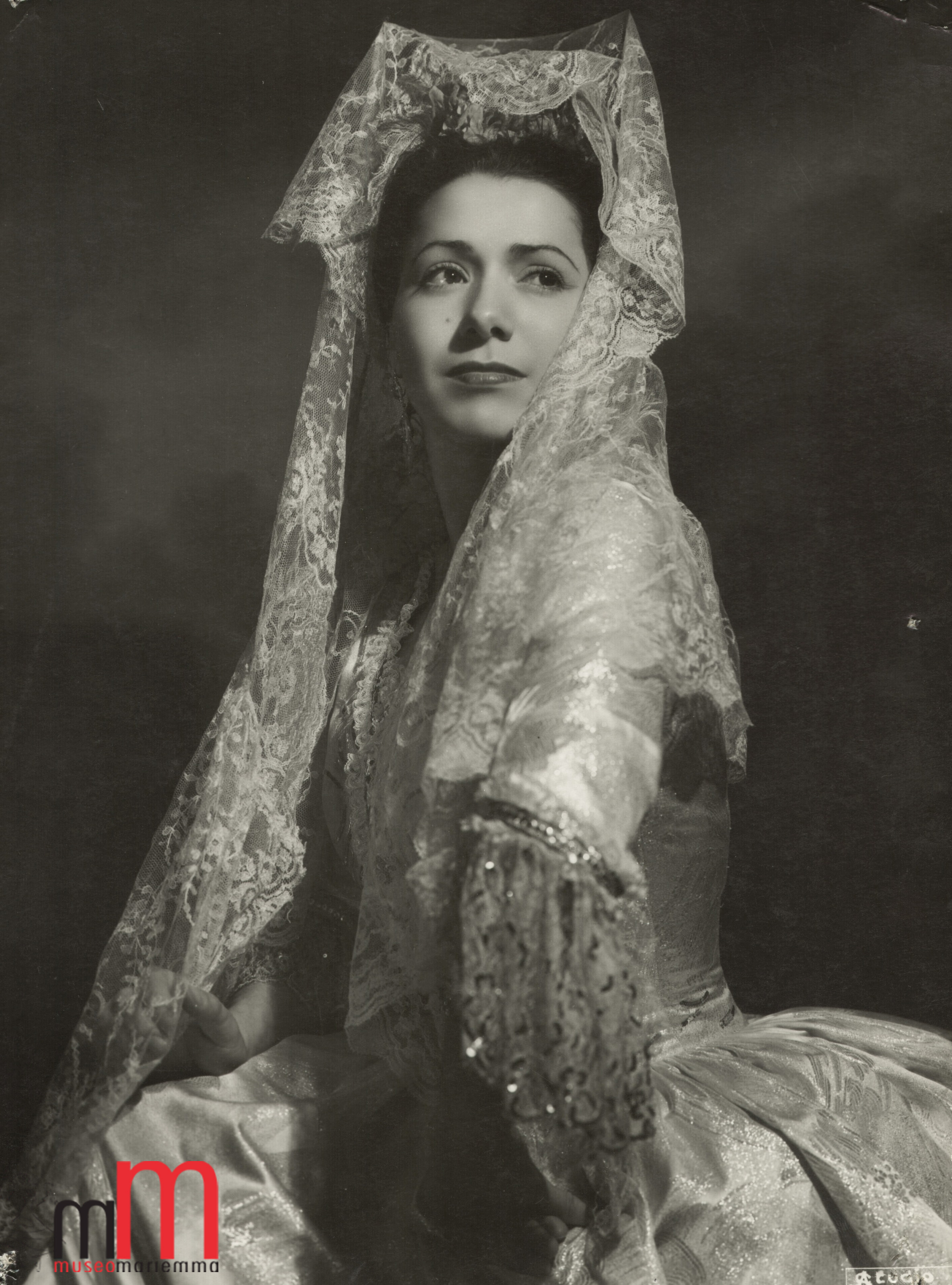
Mariemma in den 1940er Jahren

Mariemma, eigentlich Guillermina Martínez Cabrejas (* 10. Januar 1917 in Íscar, Provinz Valladolid; † 10. Juni 2008 in Madrid), war eine spanische Ballett- und Flamenco-Tänzerin. Sie war unter anderem Primaballerina an der Mailänder Scala und am Teatro dell’Opera di Roma.

## Leben

### Kindheit und Jugend
Als Mariemma zwei Jahre alt war, zog die Familie aus dem kastilischen Provinzstädtchen Íscar nach Paris um. Dort verbrachte sie ihre Kindheit und Jugend. Ihre ersten Tanzschritte lernte sie von ihrer Mutter. Diese lehrte Mariemma den Fandango, die Jota und die Sevillana. In der Ballettschule des Théâtre du Châtelet erhielt sie Unterricht von Natalia Gontscharowa. Francisco Miralles Arnau und Juan Martínez führten Mariemma in die Escuela bolera ein. La Chocolatera, Amalio Cuenca und El Estampío lehrten sie die Grundlagen des zeitgenössischen Tanzes. Sie sah Darbietungen von Carmen Amaya, von Goya Herrero, von La Argentina, von Vicente Escudero, von La Argentinita und von Pilar López. Mit 12 Jahren hatte sie ihren ersten Auftritt im Olympia.

### Rückkehr nach Spanien, eine Welttournee, und die Mailänder Scala

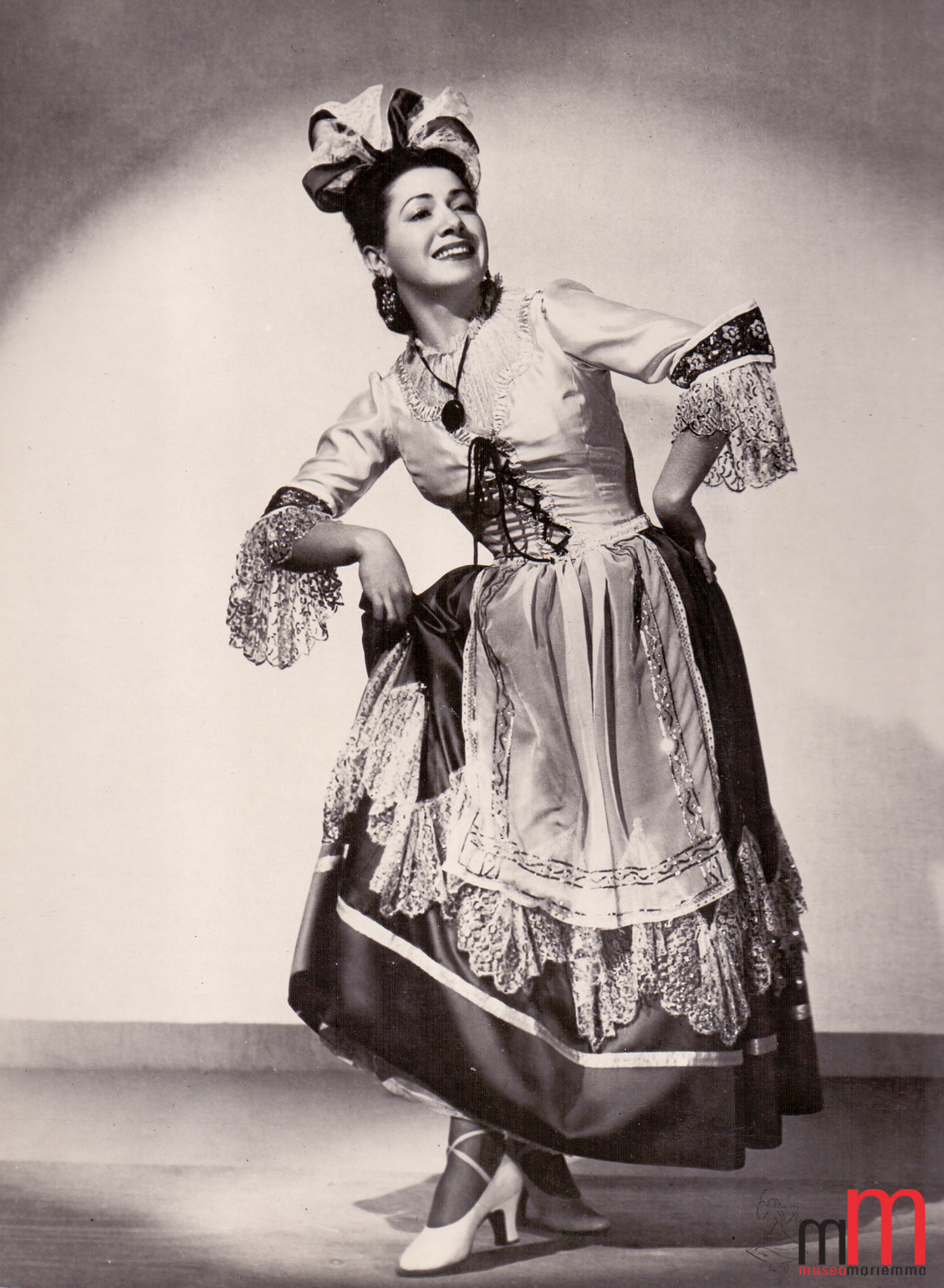
Mariemma als Molinera in El sombrero de tres picos

1940 zog die Familie zurück nach Spanien. Im März hatte Mariemma ihr Debüt im Teatro Español in Madrid. Die Kritik schrieb enthusiastisch über den Neuankömmling und verglich sie mit der wenige Jahre zuvor verstorbenen  La Argentina. Nach dem spanischen Bürgerkrieg suchten die meisten führenden Persönlichkeiten des Flamenco ihr Auskommen in den USA. In jener desolaten Nachkriegszeit beherrschte Mariemma die spanische Szene.
Nach dem Zweiten Weltkrieg ging auch sie auf Tournee. Von 1947 bis 1950 reiste sie durch Europa, Lateinamerika, die USA und Kanada. 1948 tanzte sie in der Pariser Opéra-Comique in El amor brujo von Manuel de Falla.
1952 tanzte sie in der weiblichen Hauptrolle der Müllerin im Sombrero de tres picos von Manuel de Falla. Die Inszenierung am Mailänder Teatro alla Scala war ursprünglich ein gemeinsames Projekt von Rosario und Antonio mit Léonide Massine. Antonio hatte sich jedoch mit seiner langjährigen Partnerin Rosario überworfen, und so sprang Mariemma als Primaballerina und Partnerin von Antonio ein. Die Aufführung wurde ein großer Publikumserfolg. Massine erweiterte daraufhin die Inszenierung mit einer Choreografie des Capriccio espagnol von Nikolai Rimski-Korsakow. Ein Jahr später tanzte Mariemma dasselbe Programm im Teatro dell’Opera di Roma mit Massine selbst als Partner.
1954 begann sie, am Teatro alla Scala spanischen Tanz zu lehren. Auf Einladung des Theaters schuf sie außerdem einige Choreografien für dessen Ballettkompanie.

### Die späteren Jahre

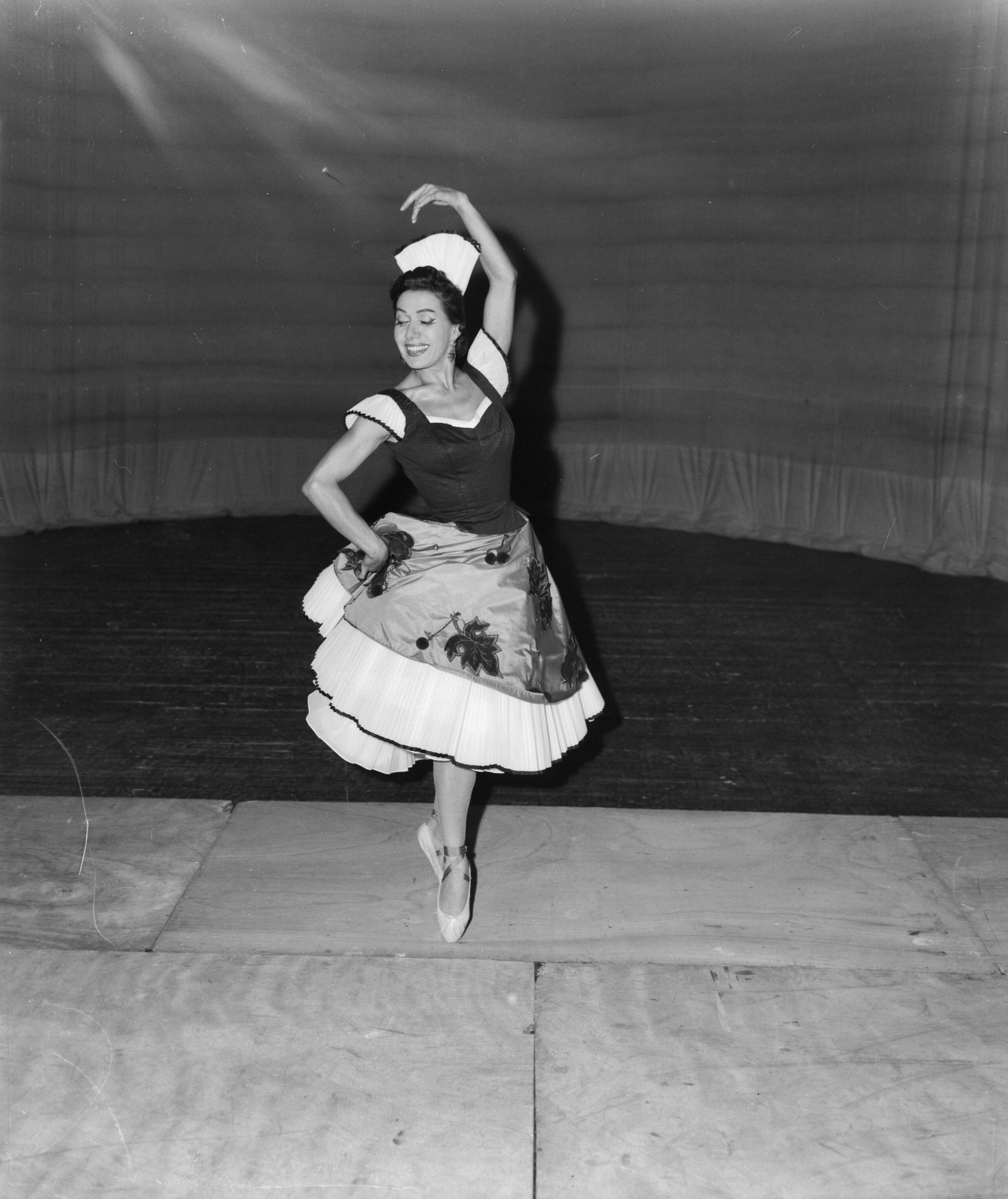
Mariemma im Kurhaus Scheveningen, 1958

1955 gründete Mariemma ihre eigene Kompanie Mariemma Ballet de España. Das Ensemble trat im Teatro de la Zarzuela in Madrid und bei den großen Festivals in Spanien auf. Es unternahm eine Tournee nach Japan und vertrat Spanien bei der internationalen Ausstellung 1957 in Bangkok. In den 1950er Jahren kämpften allerdings eine Reihe hervorragender Kompanien um die Gunst des Publikums, namentlich diejenigen von Carmen Amaya, José Greco, Antonio, Rosario, Pilar López, Roberto Ximénez und Manolo Vargas. In diesem harten Wettbewerb geriet Mariemma mit ihrem Ensemble in Geldnot. So entschloss sie sich 1958, ihre Kompanie aufzulösen.
Stattdessen nahm sie ein Angebot des Marquis de Cuevas an, als Gaststar in seinem Grand Ballet du Marquis de Cuevas aufzutreten. Ferner tanzte sie 1958 beim Festival von Santander und leitete das Ballett am Teatro de la Zarzuela.
1960 gründete sie, mit Unterstützung der dortigen Provinzialsparkasse, am Teatro Calderón in Valladolid eine Tanzschule. Im selben Jahr unternahm sie einen zweiten Anlauf mit einer eigenen Kompanie, mit den gleichen künstlerischen Leitbildern, jedoch mit kleinerem Ensemble: einer Compañía de cámara. 1961 zeigte sie in einer spanischen Fernsehserie eine stilistisch weit gefasste Auswahl spanischer Tänze. Mit ihrer Compañía de cámara trat sie 1962 am Teatro María Guerrero in Madrid auf. Von 1963 bis 1968 unternahm sie mit der Compañía de cámara Tourneen nach Irland, Belgien, die Niederlande, Deutschland, Italien, die USA und Japan. Ferner tanzte sie 1964 bei der internationalen Ausstellung in New York. 1966 und 1967 tanzte sie bei den Salzburger Festspielen in Carmen unter der Leitung von Herbert von Karajan.
1969 wurde sie als Professorin für Tanz an die madrilenische Real Escuela Superior de Arte Dramático y Danza berufen. Sie führte dort die noch heute gültige Gliederung in die Fachbereiche Escuela Bolera, Folclore, Flamenco und Danza Estilizada ein.
In den 1970er Jahren nahm sie weiterhin an den großen Flamenco-Festivals in Spanien teil, sowie an weiteren musikalischen Großereignissen in Spanien:
- 1970 an der Decena Musical von Sevilla,
- 1971 an der Semana Musical von Salamanca,
- 1975 an der Qincena Musical in Sevilla,
- 1976 beim internationalen Festival von Granada. Anlässlich des 100. Geburtstages von Manuel de Falla zeigte sie ihre Versionen von El amor brujo und El sombrero de tres picos, sowie die Tänze aus La vida breve.

International trat sie in den 1970er Jahren 1974 in Cannes und Damaskus auf sowie 1977 und 1978 beim Festival von Edinburgh. Für das Ballet Nacional de España choreografierte sie 1979 Díez melodías vascas und Fandango.
1980 gab sie ihre Stellung an der Real Escuela auf. Gleichwohl setzte sie ihre Tätigkeit als Lehrerin fort. In den 1980er Jahren gewann diese allmählich das Übergewicht über ihren Einsatz im Tanz auf der Bühne. So gab sie 1981 einen Kurs über spanischen Tanz an der Oper von Genua. 1983 leitete sie eine Konferenz über die vier Formen des spanischen Tanzes an der Pariser Sorbonne sowie mehrere Konferenzen an der George Washington University und an der Casa de España in New York. 1992 gab sie einen Meisterkurs beim Encuentro Internacional de la Escuela Bolera in Madrid. 1994 lehrte sie bei den Sommerkursen der Universität Complutense Madrid.
Mit ihrer Kompanie trat sie 1980 und 1981 an der Opéra-Comique auf. 1984 schuf sie für das Ballet Nacional de España die Choreografie für Danza y tronío zur Musik von Antonio Soler, Antón García Abril und Luigi Boccherini. Es wurde eines der Paradestücke des Nationalballetts. 1990 beauftragte das spanische Ministerio de Cultura sie mit der Choreografie für die Hommage zum 100-jährigen Geburtstag von La Argentinita.
1997 publizierte sie ihr Buch Mis caminos a través de la Danza, das neben einer Autobiografie auch eine Abhandlung über den spanischen Tanz enthält. Ein Film mit demselben Titel, in dem sie posthum gewürdigt wurde, erschien 2010. Montserrat Roig de Puig verkörperte darin Mariemma. Unter anderem traten in dem Film Antonio Canales, Lola Greco, Aída Gómez sowie der Kritiker Roger Salas als sie selbst auf.
Mariemma starb am 10. Juni 2008 in ihrer Wohnung in Madrid. Ihre sterblichen Überreste wurden im Friedhof der Catedral de la Almudena beigesetzt.

## Rezeption
Kurz vor Mariemma waren auch Pilar López und José Granero verstorben. Ihre große Kollegin Aída Gómez, die ehemalige Leiterin des Nationalballetts, sagte, mit diesen drei Persönlichkeiten sei „das Rückgrat des spanischen Tanzes“ verloren gegangen. Der katalanische Kritiker Sebastián Gasch schrieb über sie:

«Mariemma es incontestablemente la mejor coreógrafa española si, a las exigencias arquitectónicas, decorativas y musicales de la palabra “coreógrafo”, asociamos el arte de traducir una idea o un sentimiento con la ayuda de la geometría móvil y el dinamismo de un ballet.»

„Mariemma ist unbestreitbar die beste spanische Choreografin, wenn wir mit den architektonischen, dekorativen und musikalischen Anforderungen der Bezeichnung ‘Choreograf’ die Kunst verbinden, eine Idee oder ein Gefühl in die Geometrie der Bewegung und die Dynamik eines Balletts zu übersetzen.“

Tanzexperten und Publikum sehen Mariemma in der Tradition von La Argentina, die ihr künstlerisches Vorbild war. Sie wird Bailarina completísima genannt, weil sie alle Formen des spanischen Tanzes vom Flamenco bis zum stilisierten Ballett beherrschte:

«Aquí tenemos a esta gran maestra del baile español que ha alcanzado una síntesis, una verdadera estilización de sus danzas y bailes, con pureza singular. (…) Es la bailarina del clásico, de la escuela bolera y de los bailes populares, de los que ha espumado sus esencias para ofrecerlas con la más rigorosa precisión.»

„Hier erleben wir diese große Lehrerin des spanischen Tanzes, die eine Synthese, eine wahre Stilisierung ihrer Tänze und Ballette mit einzigartiger Reinheit erreicht hat. (…) Sie ist die Tänzerin der Klassik, der Escuela bolera und der Volkstänze, deren Essenz sie aufschäumen ließ, um sie mit äußerster Präzision darzubieten.“

Allgemein anerkannt war die natürliche Anmut ihrer Auftritte:

«En ningún momento Mariemma es la bailarina espectacular, ni tiene nada que ver con este falso casticismo de castañuelas y mirada fatal. Todo en ella es sencillo, natural, espontáneo, y su misma menuda la favorece para que en su creación no puede admitirse el truco de la prestancia. Su arte consiste en bailar, y en esta difícil facilidad se halla el secreto de su sugestión (…)»

„Mariemma ist in keinem Augenblick die spektakuläre Tänzerin, noch hat sie etwas mit diesem falschen Kastagnetten-Klischee und fatalem Augenaufschlag zu tun. Alles an ihr ist einfach, natürlich, spontan, und dank ihrer Zierlichkeit ist in ihrem Auftreten der faule Zauber der Blasiertheit kaum möglich. Ihre Kunst besteht im Tanzen, und in dieser schwierigen Leichtigkeit liegt das Geheimnis ihrer Verführung (…)“

## Auszeichnungen
Mariemma wurde mit einer Fülle von Preisen geehrt, darunter:
- 1950 Premio Nacional de Danza
- 1952 Medalla de Oro del Círculo de Bellas Artes
- 1955 Premio Nacional de Coreografía
- 1964 Erster Preis im Certamen de la danza Española in Sevilla
- 1976 Sagittario d’Oro von Rom
- 1981 Medalla de Oro de las Bellas Artes
- 1995 Lazo de Dama des Orden de Isabel la Católica
- 1996 Chevalier des Ordre des Arts et des Lettres

2002 wurde sie mit einer Hommage in Form einer Tanzgala im Teatro de Madrid geehrt.